# Balto III: Wings of Change
Balto 3 é um filme animado de longa-metragem da Universal, lançado em 2004 em video, dando continuidade aos filmes Balto e Balto 2: Uma Aventura na Terra do Gelo.
Tal como Balto 2: Uma Aventura na Terra do Gelo, não é baseado em acontecimentos verídicos.

## Sinopse
O filho de Balto, Kodi (um dos filhotes vistos em Balto 2: Uma Aventura na Terra do Gelo) trabalha para o correio dos Estados Unidos. Kodi ama seu trabalho e seus novos amigos: Dusty, Kirby e Ralph. Balto fica curioso com o novo avião que chega em Nome. Quando o piloto, Duque, se oferece para tomar o lugar dos cães-correio, Kodi e seus amigos ficam preocupados em perder seus trabalhos.
Boris se apaixona por uma gansa chamada Stella, que quer voar com ele, mas Boris tem medo de altura.
Uma corrida é organizada entre a equipe dos cães de trenó e o avião; Kodi quer que seu pai conduza sua equipe.

## Ficha dos personagens
Balto - ao contrario do Balto 2: Uma Aventura na Terra do Gelo, Balto está de volta ao papel principal e é mesmo o cão mais conhecido em Nome, considerado como um herói, mesmo que ele mesmo não se veja como um. (Voz original: Maurice LaMarche/Voz do Brasil: Marco Antônio Costa)
Kodi - Filho do Balto e da Jenna, ele tem orgulho de seu pai e deseja um dia ser um cão líder do grupo. (Voz original: Sean Astin/Voz do Brasil: Francisco Quintiliano)
Jenna - Mãe de Kodi e companheira de Balto. (Voz original: Jodi Benson/Voz do Brasil: Mariângela Cantú)
Stella e Boris - Stella é uma gansa que está decidida a fazer uma parada em Nome. Ela encontra Boris e imediatamente começa a seduzi-lo. (Stella na Voz original: Jean Smart/Voz do Brasil: Christiane Louise e Boris na Voz original: Charles Fleischer/Voz do Brasil: José Santa Cruz) 
Duke - Piloto do avião que chega a Nome, e pensa em uma maneira de seu avião ser útil para a cidade. (Voz original: Keith Carradine/Voz do Brasil: Maurício Berger) 
Muk & Luk - Ursos polares. (Voz original: Kevin Schon/Voz do Brasil: Sérgio Stern)
Mel - Scottish Terrier meio paranóica do posto do Correio. (Voz original: David Paymer/Voz do Brasil: Jorge Destez)
Dipsy - Basset Hound comilona, pensa em uma única coisa: seu estômago. (Voz original: Kathy Najimy/Voz do Brasil: Márcia Morelli)
Dusty - Husky Siberiano "funcionário" do Correio. (Voz original: Charity James/Voz do Brasil: Fernanda Crispim)
Kirby - Husky Siberiano "funcionário" do Correio. (Voz original: Carl Weathers/Voz do Brasil: Eduardo Dascar)
Ralph - Husky Siberiano com a unha quebrada, "funcionário" do Correio. (Voz original: Bill Fagerbakke/Voz do Brasil: Waldyr Sant'anna)

## Trilha Sonora
- Música de abertura do filme: Everything Flies (Todo Mundo Voa) - Kimaya Seward e Ken Stacy (Marisa Monte e Nando Reis)
- Música da tema do filme: Come Up and Fly (Suba e Voa) - Jean Smart (Christiane Louise)
- Música do fundo do filme: You Don't Have to be a Hero (Você Não Precisa Ser um Herói) - Jodi Benson (Mariângela Cantú)
- Editora: Universal Music Brasil